# Branch Ave (stanice metra ve Washingtonu)
Branch Ave, neboli také celým názvem Branch Avenue je stanice Washingtonského metra.
Stanice se nachází na jihovýchodním konci sítě na předměstí Prince George's County ve státě Maryland a slouží jako konečná. Je vybudována jako pozemní s ostrovním nástupištěm, částečně zastřešená. Pro veřejnost je otevřena od 13. ledna 2001. Dále za stanicí se nachází depo metra Branch Avenue Yard.